# René Segura
René Orlando Segura Latorre (Bogotá, 30 de septiembre de 1977)

## Libros publicados
- Los diálogos con el Señor Plátano, Bogotá (2009). ISBN 978-958-44-5415-7
- Los escritos apócrifos del Señor Plátano, Bogotá (2010). ISBN 978-958-44-6698-3
- Guía de los no-lugares del Señor Plátano, Bogotá (2013). ISBN 978-958-57876-2-9 El peregrino ediciones.
- El desierto de los payasos, Bogotá (2015). ISBN 978-958-586-71-2-3 Animal extinto editorial.
- De una manera conocida, Bogotá (2020).

## Álbumes publicados
Con Defenza ha publicado:
- El Disco Chévere de Defenza: La emancipación de Popó

con Odio a Botero ha publicado:
- Odio a Botero (Álbum) SUM records (2003)

- Kill the cuentero (2007)

- Bardo (2017)

## Colaboraciones
- Cantó en la canción La fuerza del amor y apareció en el video de la canción El pibe de mi barrio de la banda Doctor Krápula. Ha sido invitado a cantar con La Pestilencia, Pornomotora, ciegossordomudos, Nepentes (banda) y Sinergia.
- Colaboró en la novela Caviativá de Mauricio Loza publicada por Arango Editores en (2007) y a quien está dedicado el texto bajo el nombre Swami Dandyfresh Rene Orlando. Reseña de Caviativá en el periódico El Tiempo.
- Participó en una canción del álbum del jazzista colombiano Raúl Platz, en 2011